# Skriabin (zespół muzyczny)

Logo zespołu

Skriabin (ukr. Скрябін) – ukraiński zespół rockowy, utworzony w 1989.

## Historia zespołu
Andrij Kuźmenko (1968-2015), znany także pod pseudonimem Kuźma Skriabin (ukr. Кузьма Скрябін), był założycielem, liderem oraz jedynym występującym członkiem zespołu od początku do końca jego istnienia. Późniejsi muzycy zespołu, grający w różnych zespołach (Serhij Hera, Rostysław Domiszewski, Ołeksandr Skriabin, Ihor Jacyszyn), spotkali się w studiu nagrań w Nowojaworowsku. W 1991 zespół, w trochę zmienionym składzie, wystąpił pierwszy raz na dużej scenie.
Zespół początkowo grał muzykę zbliżoną do stylu elektro czy new romantic, po 2003 zmierzając w bardziej popowym kierunku.
Podczas pomarańczowej rewolucji Andrij Kuźmenko został nakłoniony przez swoich pracodawców telewizyjnych do grania koncertów popierających Wiktora Janukowycza oraz jego Partię Regionów, przez co skład grupy opuściło dwoje muzyków – Serhij Hera (przeszedł do grupy Druha Rika) i Rostysław Domiszewski, a Kuźma spotkał się z krytyką w ukraińskich mediach. 
Zespół dał trzy koncerty w Polsce: 30 czerwca 2012 („Europejski Stadion Kultury”), 8 listopada 2014 „Podkarpacie dla Ukrainy”) w Rzeszowie oraz 13 lipca 2013 w Górowie Iławeckim („Ekołomyja 2013”). W utworze Stari fotografiji (Stare fotografie) Kuźmienko powoływał się na słuchanie Polskiego Radia, które w latach komunizmu było dla wielu Ukraińców źródłem zachodniej muzyki.
2 lutego 2015 około godz. 7:20 czasu polskiego lider grupy, Andrij Kuźmenko, zginął na miejscu w wypadku samochodowym w okolicach wsi Łozuwatka koło Krzywego Rogu (86 km.; trasa – Krzywy Róg-Kirowohrad) na Ukrainie. W nocy z 3 na 4 lutego 2015 lider grupy Okean Elzy, Światosław Wakarczuk wraz z dwoma muzykami sesyjnymi nagrał własną wersję wielkiego przeboju grupy Skriabin pt. Mowczaty (Milczeć), którą zadedykował pamięci Andrija Kuźmenki (wokal i gra na elektrycznym pianinie).
Po śmierci Kuźmienki muzycy zespołu zdecydowali, że nie będą nagrywali kolejnych płyt jako Skriabin. Ołeksij Zwołynski założył zespół Ispania (Іспанія), mający kontynuować nastrój i styl zespołu Skryiabin. 20 maja 2015 w Kijowskim Pałacu Sportu (ukr. Київський палац спорту) oraz 21 czerwca 2015 na stadionie Arena Lwów zespół zagrał pożegnalne koncerty pt. Skriabin Trybut – koncert pamięci (Концерт пам'яті) Andrija Kuźmenki, na którym wystąpiły gwiazdy ukraińskiej estrady, które zaśpiewały utwory z repertuaru grupy Skriabin. Wśród wykonawców znaleźli się m.in.: Swiatosław Wakarczuk (Okean Elzy), Rusłana, Andrij Chlywniuk (Bumboks), Tina Karol, Walerij Charczyszyn (Druha Rika), Fahot i Fozzi (ТНМК), Żenia Hałycz (O.Torvald), Dmytro Szurow (Pianoboj), Switłana Łoboda, Braty Hadiukiny i Dzidzio.

## Dyskografia
Albumy
- Чуєш біль (Czujesz ból) – 1989
- Мова риб (Mowa ryb) – 1992
- Технофайт (Techonofight) – 1993
- Птахи (Ptaki) – 1995
- Мова риб (Mowa ryb) – 1997
- Казки (Bajki) – 1997
- Танець пінгвіна (Taniec pingwina) – 1998
- Хробак (Robak) – 1999
- Технофайт (Technofight) – 1999
- Еутерпа (Euterpa) – 1999
- Птахи повернулись (Ptaki powróciły) – 1999
- Модна країна (Modna kraina) – 2000
- Стриптиз (Striptease) – 2001
- Стриптиз+ (Striptease+) – 2002
- Озимі люди (Zimni ludzie) – 2002
- Рок-легенди України (Rock-legendy Ukrainy) – 2003
- Натура (Natura) – 2003
- Альбом (Album) – 2004
- Танго (Tango) – 2005
- Гламур (Glamour) – 2006
- Скрябiнос Мучачос (Skriabinos Muchachos) – 2007
- Про любов? (Przy miłości?) – 2007
- Моя еволюція (Moja ewolucja) – 2009
- Нове та найкраще (Nowe oraz najlepsze) – 2010
- Андріївський Анплягд (Andrzejowy Unplugged) – 2010
- Радіо Любов (Radio Miłość) – 2012
- Радіо Любов – лімітоване видання (Radio Miłość – wydanie limitowane) – 2012
- Балади (Ballady) – 2012
- Добряк (Dobriak) – 2013
- 25 – 2014
- Дякую люди... (Dziękuję ludzie... – album koncertowy 2CD) – 2015
- Кінець фільму (Koniec filmu) – 2015